# 프랜시스 포스터
프랜시스 포스터(Frances Foster, 1924년 6월 11일 ~ 1997년 6월 17일)는 미국의 배우이다.
용커스에서 태어났으며 페어팩스에서 사망하였다.

## 출연 작품
- 주어러 (1996년)
- 권력자 콘 (1992년)
- 제이제이 (1992년)
- 대로우 (1991년)
- Take a Giant Step (1959)
- 누가 그래 내가 무지개를 타지 못한다고 (1971년)

### 텔레비전
- 원 라이프 투 리브 (1968)
- 남과 북 (1985)
- American Masters - James Baldwin: The Price of the Ticket (1989) - 본인 (다큐멘터리)